# Liste der Monuments historiques in Moliens
Die Liste der Monuments historiques in Moliens führt die Monuments historiques in der französischen Gemeinde Moliens auf.

## Liste der Objekte
| Bezeichnung | Beschreibung           | Standort                       | Kennzeichnung | Schutzstatus | Datum | Bild |
| ----------- | ---------------------- | ------------------------------ | ------------- | ------------ | ----- | ---- |
| Taufbecken  | Stein, 12. Jahrhundert | in der Kirche St-Honoré (Lage) | PM60001074    | Classé       | 1913  |      |